# Hartenberg (Königswinter)
Hartenberg ist ein Ortsteil der Stadt Königswinter im nordrhein-westfälischen Rhein-Sieg-Kreis. Er gehört zum Stadtteil Oberpleis, am 30. September 2022 zählte er 111 Einwohner.

## Geographie
Hartenberg liegt knapp ein Kilometer westlich des Ortszentrums von Oberpleis an der Südseite des zum Lützbach, einem linken Zufluss des Pleisbachs, abfallenden und teilweise bewaldeten Löhbergs (220,4 m ü. NHN). Die Ortschaft umfasst Höhenlagen zwischen 180 und 200 m ü. NHN. Nach Osten besteht ein fließender Übergang in den bereits zur geschlossenen Ortschaft von Oberpleis gehörenden Ortsteil Weiler, zu den nächstgelegenen Ortschaften gehört auch Bellinghausen mit Zweikreuzen im Südwesten. Südwestlich führt die Landesstraße 268 (Oberdollendorf–Oberpleis–Uckerath) vorbei.

## Geschichte
Hartenberg gehörte zum Kirchspiel Oberpleis im bergischen Amt Blankenberg. Nach Auflösung des Herzogtums Berg im Jahre 1806 wurde Hartenberg der Bürgermeisterei Oberpleis (bis 1813 Mairie Oberpleis) zugeordnet, die ab 1816 zum Kreis Siegburg (ab 1825 „Siegkreis“) gehörte. Bei Volkszählungen in der ersten Hälfte des 19. Jahrhunderts war Hartenberg als Dorf verzeichnet, mindestens bis 1830 noch unter der Schreibweise Hardenberg. 1843 umfasste die Ortschaft neun Wohnhäuser. Ab 1846 gehörte sie zur politisch eigenständigen Gemeinde Oberpleis. 

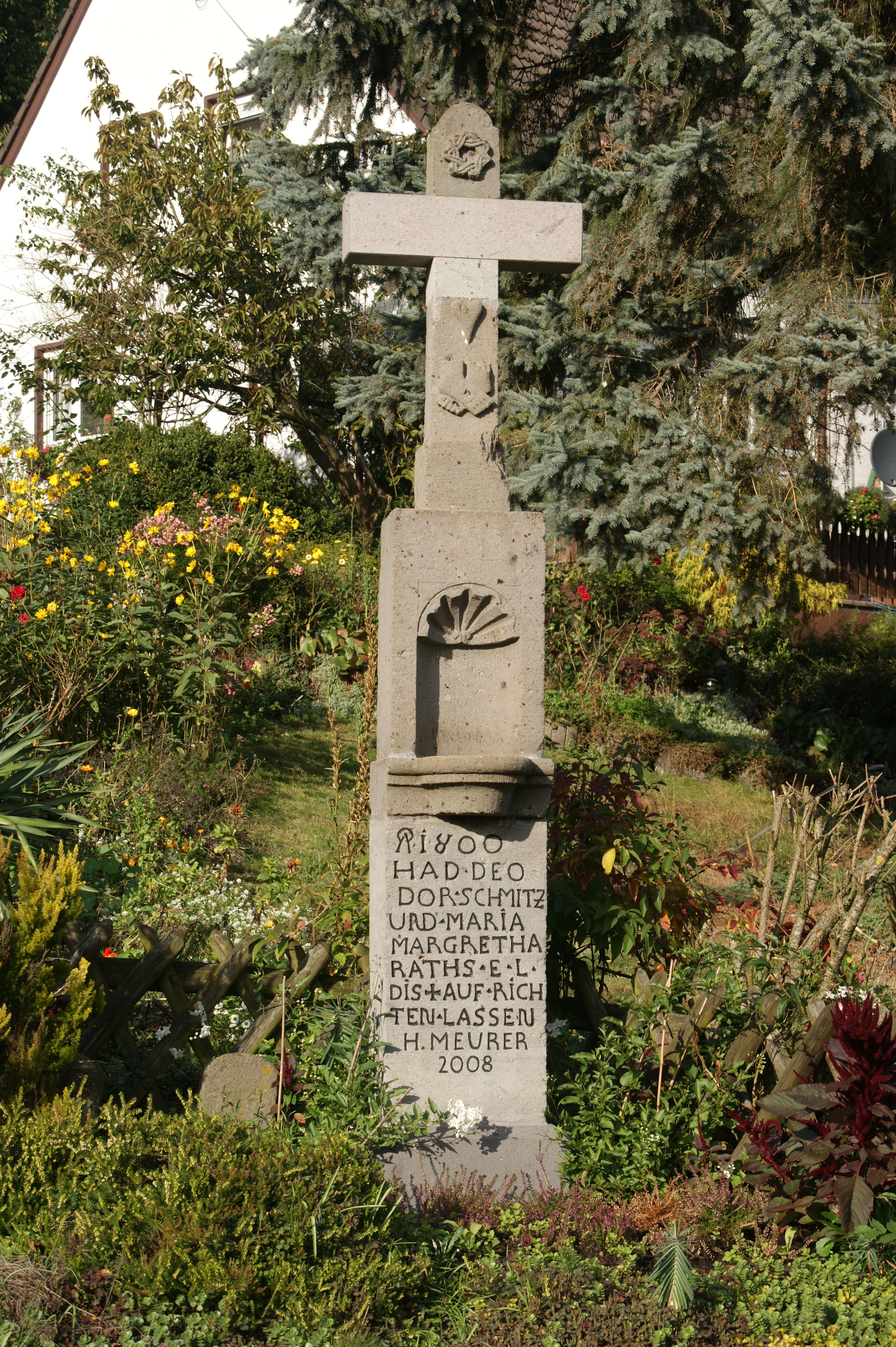
Wegekreuz in Hartenberg

Die Wasserversorgung Hartenbergs erfolgte über längere Zeit durch einen 1836/37 durch Ortsbewohner errichteten, 50 m tiefen Brunnen. 1912 wurde die Ortschaft an das Versorgungsnetz des Wasserleitungsvereins für Kuxenberg und Umgegend angeschlossen, womit der Brunnen seine Funktion verlor. Nach dem Zweiten Weltkrieg kam es zur Entfernung des Brunnenaufbaus. Bis etwa 1930 wurde in bzw. „am“ Hartenberg in einem Steinbruch Olivinbasalt abgebaut. Eine eigene Wegekapelle erhielt die Ortschaft im frühen 20. Jahrhundert auf einem vormaligen Unterstellplatz für Fuhrleute, der zu einem Lindenplatz umgebaut wurde. In den 1960er-Jahren wurde im Zuge einer Renovierung im Innern ein gestiftetes Steinkreuz aus dem 18. Jahrhundert eingemauert.
Einwohnerentwicklung
| Jahr | Einwohner |
| ---- | --------- |
| 1816 | 52        |
| 1828 | 59        |
| 1843 | 51        |
| 1885 | 33        |
| 1905 | 25        |

## Sehenswürdigkeiten

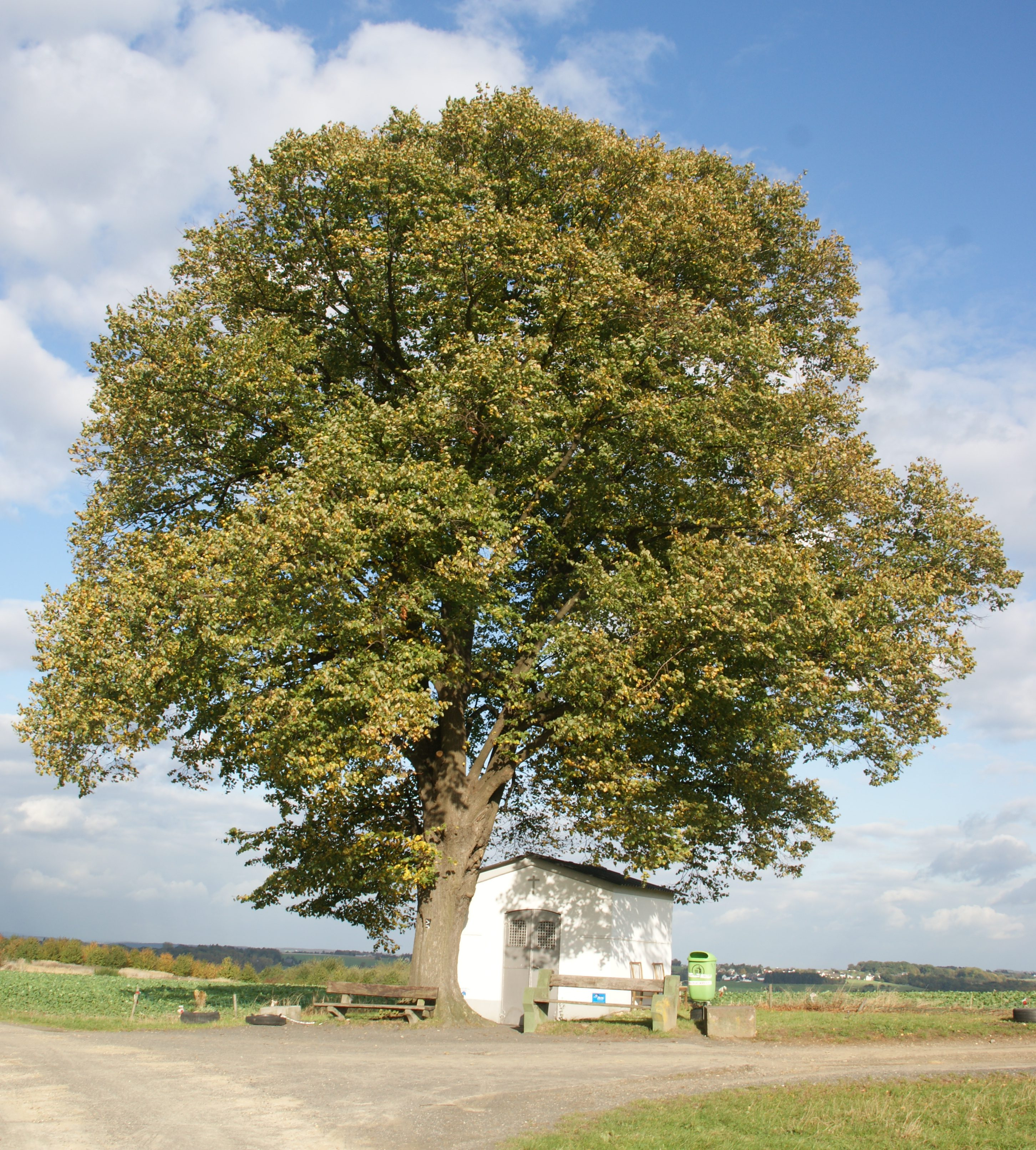
Wegekapelle mit Linde

Als Baudenkmal unter Denkmalschutz stehen:
- die Wegekapelle an der Hartenbergstraße, auch als Heiligenhäuschen bezeichnet; errichtet um 1905; rechteckiger, sattelgedeckter und tonnengewölbter Putzbau, mit Bruchsteinaltar und Grabkreuz aus dem 18. Jahrhundert; unter alter Linde[10] (→ Eintrag in Denkmalliste)
- vier Grenzsteine und ein Grabkreuz (Am Liesenberg); aufgestellt 1682; aus Trachyt, Grabkreuz mit Voluten verziert, Grenzsteine z. T. mit Wappen und Monogramm[10] (→ Eintrag in Denkmalliste)
- ein Wegekreuz (Votivkreuz; Am Liesenberg) am Waldesrand; errichtet 1905; aus Sandstein, Sockel mit Inschrift und Datierung, Muschelnische, bekrönendes Kreuz mit gusseisernem Korpus[10] (→ Eintrag in Denkmalliste)
- ein Grabkreuz (Hartbergstraße); errichtet 1865; als Rest eines Steinkreuzes in Erde eingelassen[10] (→ Eintrag in Denkmalliste)